# Codi ATC L01
El  codi ATC L01, descrit com Agents antineoplàstics, és una subgrup terapèutic de l'Anatomical, Therapeutic, Chemical Classification System (ATC). La classificació ATC és un sistema de codis alfanumèric desenvolupat per l'Organització Mundial de la Salut (OMS) per als fàrmacs i altres productes sanitaris. El subgrup L01 és part del grup anatòmic L Agents antineoplàstics i immunomoduladors.

Els codis per a ús veterinari (codis ATCvet) poden han estat creats afegint la lletra Q davant dels codis ATC humans: QL01... 
Les adaptacions estatals de la classificació ATC poden incloure codis addicionals no presents en aquesta llista, que segueix la versió de l'OMS.

## L01A Agents alquilants
L01A A Anàlegs de la mostassa nitrogenada
L01A B Alquilsulfonats
L01A C Etilenimines
L01A D Nitrosourees
L01A G Epòxids
L01A X Altres agents alquilants

## L01BAntimetabòlits
L01B A Anàlegs de l'àcid fòlic
L01B B Anàlegs de les purines
L01B C Anàlegs de les pirimidines

## L01CAlcaloidesde plantes i altres productes naturals
L01C A Alcaloides de la Vinca i anàlegs
L01C B Derivats de la podofilotoxina
L01C C Derivats de la colquicina
L01C D Taxans

## L01DAntibiòticscitotòxicsi substàncies relacionades
L01D A Actinomicines
L01D B Antraciclines i substàncies relacionades
L01D C Altres antibiòtics citotòxics

## L01X Altres agents antineoplàstics
L01X A Composts del platí
L01X B Metilhidrazines
L01X C Anticossos monoclonals
L01X D Agents usats en teràpia fotodinàmica
L01X X Altres agents antineoplàstics
L01X I Combinacions d'agents antineoplàstics